# Roberto Noble
Roberto Jorge Noble (La Plata, 9 de setembro de 1902 — Buenos Aires, 12 de janeiro de 1969) foi um político, jornalista e empresário argentino; mais conhecido por ter fundado o Diario Clarín. Foi sucedido por sua esposa, Ernestina Herrera de Noble, na direção do jornal. 
Eleição fraudulenta, em 1936, foi eleito Manuel Fresco como governador da província de Buenos Aires, Noble leva o Ministério do Governo, o mais importante do gabinete, que detém até forçado a renunciar em 1939, acusado de alguma movimentação de fundos públicos e de sua responsabilidade pela fraude eleitoral, pela forma como as pesquisas foram alterados. 10 de Abril de 1939, como ministro da província, Roberto Noble levou um ato de lealdade ao Terceiro Reich, com grande exibição de bandeiras com suásticas e cantando contra judeus, comunistas e Maçonaria.
Em 1942, ele se torna envolvido no "escândalo dos cadetes da Academia Militar" em que os cavalheiros de elite organizado festas em apartamentos privados, que concorreram cadetes da escola militar enganado, onde eles foram abusados.Três anos após  apareceu em 28 de agosto Clarín com uma tiragem inicial de 60.000 cópias. O jornal é financiado com contribuições de empresas alemãs ea Embaixada do Terceiro Reich na Argentina.
Em 1958 Noble casado no México Marta María Guadalupe Zapata Timberlake, mas como ela gravou um casamento anterior que não tinha ato efeito sob a lei argentina. Em 1967 casou-se com  seu  secretária Laura Ernestina Herrera, a quem conhecia desde o início dos anos 1950. Noble morreu de câncer em 12 de janeiro, 1969 deixando-a no controle do jornal Clarin.